# Coptophyllum
Coptophyllum es un género con doce especies de plantas con flores perteneciente a la familia Rubiaceae. 

## Especies
- Coptophyllum bracteatum
- Coptophyllum buniifolium
- Coptophyllum capitatum
- Coptophyllum cicutarium
- Coptophyllum fulvum
- Coptophyllum gardner
- Coptophyllum korth.
- Coptophyllum millefolium
- Coptophyllum nicobaricum
- Coptophyllum pilosum
- Coptophyllum reptans
- Coptophyllum sylvestre

## Sinónimo
- Jainia, Pomazota